# 노아 웹스터

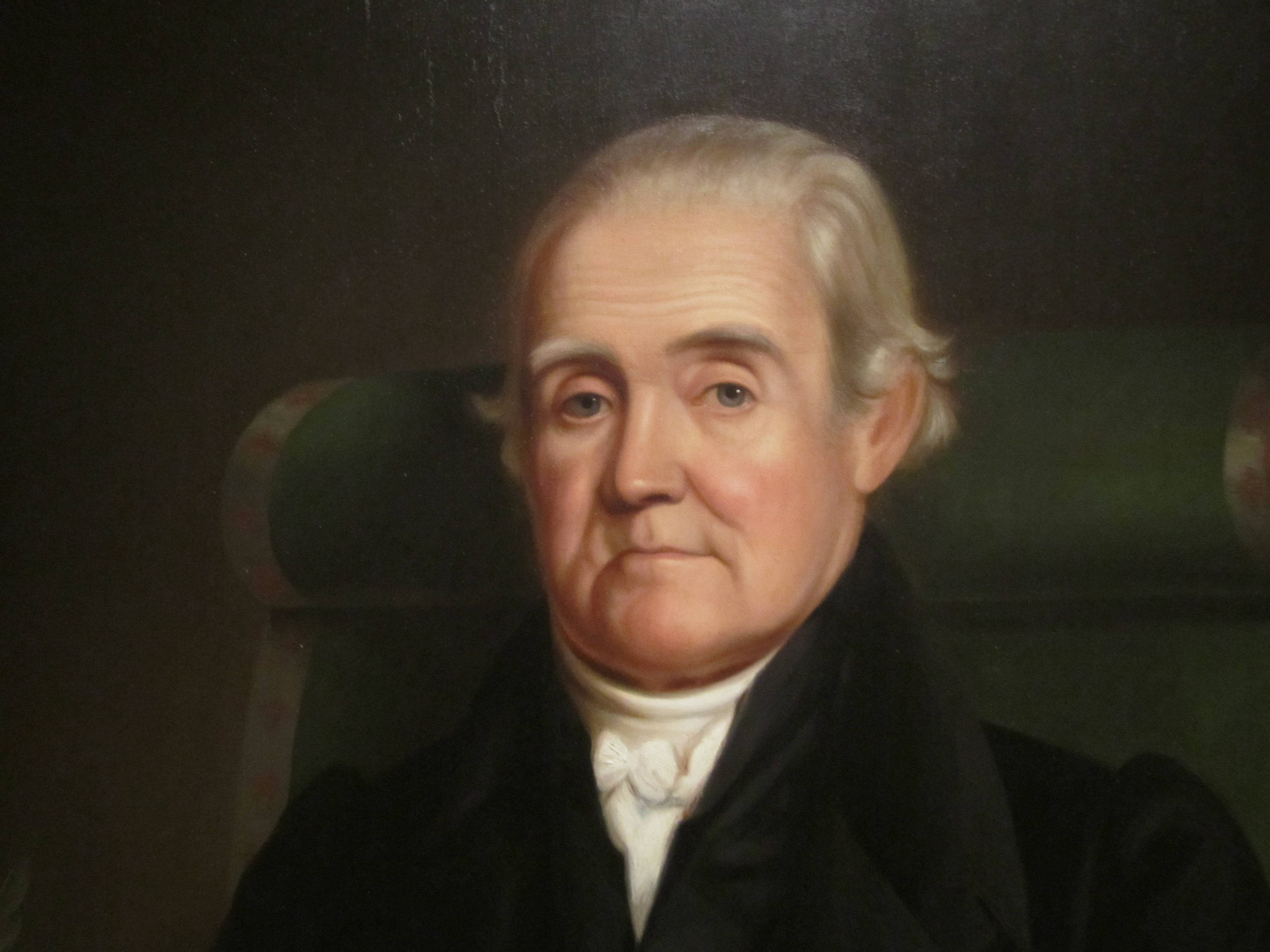

노아 웹스터(Noah Webster, 1758년 ~ 1843년)은 미국의 사전 편찬자이다.
예일 대학교를 졸업한 후 정치에 흥미를 가지고 변호사 시험에 합격하였다. 그 후 미국의 독자적인 교과서의 필요성을 느끼고 1783년 ~ 1785년 <영문법 강화> 3권을 발행하였다. 1806년 백과사전적인 영어 사전을 발행하였고, 1828년 마침내 <영어 사전>을 간행하여 사서 편찬에 큰 업적을 남겼다. 그 밖에도 미국 역사 교과서를 만들어 역사 교육에 공헌하였다.

## 웹스터 사전
구텐베르크 프로젝트에서 퍼블릭 도메인이된 노아 웹스터의 웹스터 사전을 무료 공개된 자료로 찾아볼 수 있다.

## 같이 보기
- 영어사전
- 새뮤얼 존슨
- 조셉 에머슨 우스터